# ديفيد هودسون
ديفيد هودسون (بالإنجليزية: David Hodgson)‏ (6 أغسطس 1960 في المملكة المتحدة - ) هو مدرب كرة قدم ولاعب كرة قدم بريطاني في مركز الهجوم. شارك مع منتخب إنجلترا تحت 21 سنة لكرة القدم ومنتخب إنجلترا لكرة القدم. أما مع النوادي، فقد لعب مع سانفريس هيروشيما وسوانزي سيتي وشيفيلد وينزداي ونادي خيريث ونادي سندرلاند ونادي ليفربول ونادي ميتز ونادي ميدلزبره ونورويتش سيتي.

## وصلات خارجية
- ديفيد هودسون على موقع الاتحاد الأوربي (الإنجليزية)
- ديفيد هودسون على موقع قاعدة بيانات كرة القدم.إي يو (الإنجليزية)
- ديفيد هودسون على موقع Soccerbase.com (لاعب) (الإنجليزية)
- ديفيد هودسون على موقع Soccerbase.com (مدرب) (الإنجليزية)
- ديفيد هودسون على موقع عالم كرة القدم.نت (الإنجليزية)